# Bouddhisme en Thaïlande
Le bouddhisme en Thaïlande est une religion d'État, marqué par l'école Theravada. 94,6% des Thaïlandais se déclarent bouddhistes. Les temples-monastères, appelés wat, ont des chedis hauts, parfois dorés,  similaires à l'architecture des autres pays de l'Asie du Sud-Est.
Deux branches officielles sont reconnues, le Dhammayuttika Nikaya, ordre monastique fondé en 1833 par le roi Rama IV et soutenu par la royauté, et le plus hétéroclite Maha Nikaya, ordre monastique traditionnel pratiqué par 90% des moines bouddhistes de Thaïlande.
La Thaïlande compte 40 000 temples bouddhistes (wat) selon le Bureau national du Bouddhisme, soit autant que la France compte d'églises. A Bangkok, il n'y a que 400 wats, soit 1% du total. En revanche, il y a 300 000 bonzes en Thaïlande et seulement 15 000 prêtres catholiques en France.

## Historique
L'histoire du bouddhisme en Thaïlande est enregistrée dans diverses chroniques, appelées chroniques Wat. Les plus anciennes datent des XVe et XVIe siècles.
Les historiens et les archéologues donnent des dates différentes pour l'introduction du bouddhisme dans ce qui est aujourd'hui la Thaïlande. Certains l'attribuent à l'ancien dirigeant indien Ashoka, qui aurait envoyé des missionnaires bouddhistes. De nombreuses images anciennes du Bouddha ont été trouvées dans les provinces de Kanchanaburi et Nakhon Pathom .
Les commerçants de l'Inde sont probablement venus par voie maritime vers le sud de la Thaïlande et s'y sont installés ou ont déménagé au Cambodge et à l' Annam, dans l'actuel Vietnam . Sur la base de découvertes archéologiques et d'inscriptions historiques, quatre étapes de l'introduction du bouddhisme en Thaïlande peuvent être identifiées:
1. Bouddhisme Theravada primitif (direction Hinayana ou bouddhisme du sud) au IIIe siècle av. J.-C.
2. Bouddhisme Mahayana (secte du Nord) au VIIe siècle
3. Bouddhisme Theravada de l'Empire de Bagan (également Pukam) au XIe siècle
4. Lanka (Lankavamsa ou Lankavong), bouddhisme Theravada au XIIIe siècle

Le bouddhisme Lankavong Theravada constitue la base de la religion d'État actuelle en Thaïlande. Les moines qui appartenaient à la branche de Lankavong se sont d'abord installés principalement dans les monastères de la forêt et ont utilisé le pali comme langue des cérémonies religieuses, ce qui les distinguait des moines de Sukhothai qui utilisaient le sanskrit. Plus tard, sous le roi Ramkhamhaeng (aux XIIIe et XIVe siècles) réalisa une certaine unité des deux écoles et plaça la Sangha sous la protection royale. Cependant, il y avait encore deux tendances parmi les moines:
- Araññavasi, orienté vers la méditation dans la tradition des moines de la forêt
- Gamavasi, qui vivait principalement en ville et étudiait les Écritures.

Sous le roi Ramkhamhaeng nait la fonction de patriarche, Sangharaja, en thaï : พระสังฆราช, qui agit en tant que chef spirituel des bouddhistes Theravada. Le petit-fils de Ramkhamhaeng, le roi Li Thai fonde  la tradition de se retirer dans un monastère bouddhiste pendant un certain temps. Les rois d'Ayutthaya et de Bangkok ont suivi cette tradition. Par exemple, le roi Boromatrailokanat (1448-1488) est ordonné moine au monastère de Chulamani à Phitsanulok après huit mois de noviciat. Selon les chroniques siamoises, 2 388 autres hommes sont ordonnés en même temps.
Les rois de la dynastie Chakri se sont également efforcés à partir du XVIIIe siècle à renforcer le bouddhisme Theravada en tant que religion d'État. Ils ont promu l'enseignement et le culte par la publication des Écritures et la fondation de Wats sous le patronage royal. Le roi Rama IV Mongkut, qui règne de 1851 à 1868 est lui-même moine pendant 27 ans avant de monter sur le trône de Siam. Sous le roi Rama V. Chulalongkorn (r. 1868 à 1910), un accent particulier est mis sur la formation des moines. Sous son règne, sont fondées les deux universités bouddhistes du pays, l'Université Mahachulalongkornrajavidyalaya et l'Université Mahamakut.
Le roi Bhumibol Adulyadej, dit Rama IX, qui règne de 1946 à 2016 se retire en octobre 1956 pendant 15 jours au Wat Bowonniwet Vihara. Le roi en titre Maha Vajiralongkorn, au pouvoir depuis 2016, s'est retiré en 1978 comme son père pendant 15 jours en tant que novice au Wat Bowonniwet.
La hiérarchie du clergé bouddhiste est régulièrement accusée de malversation financière et éclaboussée par des scandales de corruption et de mœurs,,,.

## Spécificité

### École traditionnelle
Trois sources principales ont influencé le développement du bouddhisme en Thaïlande. Le pāli est la langue sacrée traditionnelle en Thaïlande. Les textes sont écrits en pāli, dans l'alphabet thaï moderne, et parfois dans l'alphabet alphabet khmer ou l'écriture Tham. Pāli est également la langue liturgique dans les cérémonies, bien que la plupart des Thaïlandais ne comprennent pas cette ancienne langue du Moyen-indien rudimentaire. Le Tripitaka (en thaï : พระไตรปิฎกพระไตรปิฎก) est le principal texte religieux de Thaïlande. L'interprétation thaïlandaise de la règle du Theravada pour les moines Vinaya Patimokkha (en thaï : ปาติโมกข์ ) empêche de développer un monaca féminin, bhikkhuni.
Une autre influence du bouddhisme thaïlandais est celle du brahmanisme, qui était répandu en particulier pendant l'ère du royaume de Sukhothai. Le brahmanisme védique a joué un rôle important au début de la royauté thaïlandaise ainsi qu'au Cambodge, il a contribué à la fondation de la loi et de l'ordre dans la société thaïlandaise. On pense que certains rituels exécutés par des moines en Thaïlande sont à l'origine brahmaniques ou dérivent de la pratique brahmanique. Bien que le brahmanisme a disparu sous la dynastie Chakri au XIXe siècle, des éléments brahmaniques ont survécu - en particulier sous la forme de sanctuaires Brahma, par exemple le sanctuaire d'Erawan.
La religion populaire s'attache à calmer la colère des nombreux esprits locaux, en thaï : ผี, phi. Dans les milieux ruraux, le pouvoir spirituel des rituels bouddhistes est utilisé pour apaiser les esprits de la nature locale. Les nombreuses restrictions auxquelles se soumettent les moines bouddhistes dans les campagnes ne proviennent pas du Vinaya orthodoxe  mais de tabous de la magie populaire. L'astrologie, la numérologie ainsi que les talismans et les porte-bonheurs jouent un rôle important dans les coutumes thaïlandaises. De petites maisons des esprits, en thaï : ศาลพระภูมิ, sont placés à côté des bâtiments nouvellement construits - des sacrifices de nourriture y sont effectués.

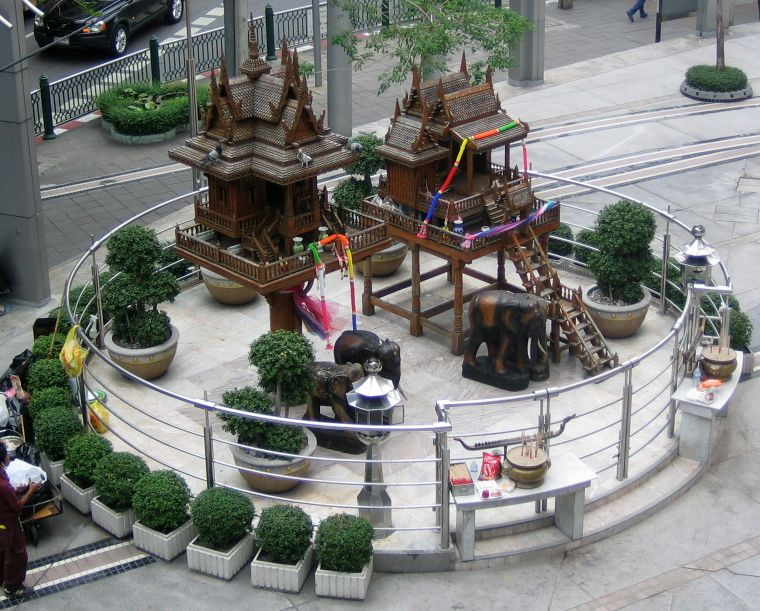
Maison des esprits dans un grand magasin de Bangkok

L'influence autrefois forte de l'école mahayana sur le bouddhisme en Thaïlande a fortement diminué. Néanmoins, les représentations du Bodhisattva Avalokitesvara dans l'art religieux et la croyance que le roi thaïlandais lui-même est un Bodhisattva illustrent l'influence continue des idées Mahayana sur la société thaïlandaise. La seule autre figure de bodhisattva à laquelle est attachée la population en Thaïlande est le « Bouddha du futur » Maitreya. Parfois, les Thaïlandais prient pour leur renaissance à l'époque de Maitreya ou consacrent leurs pratiques religieuses à cet effet. Une influence plus récente du Mahayana sur la société thaïlandaise vient de l'importante diaspora chinoise. Bien que certains Chinois se convertissent parfois au bouddhisme Theravada, la plupart de ceux qui habitent en ville ont conservé leurs temples dans le style du bouddhisme Mahayana d'Asie de l'Est. La popularité croissante du Bodhisattva Guanyin en Thaïlande, une forme féminine d'Avalokitesvara, peut être attribuée à l'influence des adeptes du Mahayana chinois en Thaïlande.

### Monachisme en Thaïlande

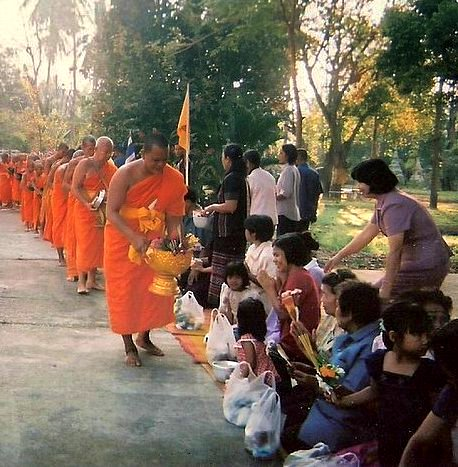
Moines bouddhistes recevant des offrandes de fidèles

Comme dans la plupart des pays Theravada, le bouddhisme en Thaïlande se manifeste principalement par la présence de moines bouddhistes qui participent aux cérémonies et sont responsables de la préservation et de la diffusion des enseignements du Bouddha.
La plupart des moines thaïlandais commencent leur enseignement sous le nom de Dek wat, en thai : เด็กวัด, littéralement «enfant du temple». Traditionnellement, un Dek wat n'a pas moins de huit ans et effectue des tâches ménagères au temple. La principale motivation de la pratique Dek wat est de recevoir une éducation de base, notamment en lecture et en écriture, ainsi que la mémorisation des textes sacrés qui sont récités lors d'occasions rituelles. Avant la création des écoles secondaires publiques, le temple du village était le centre de formation de la plupart des garçons thaïlandais. Le service du temple en tant que dec wat était une condition préalable à l'enseignement supérieur et la seule opportunité d'éducation pour la plupart des enfants d'agriculteurs. Avec la création d'un système éducatif public en Thaïlande, le nombre d'enfants vivant sous le nom de Dek wat a considérablement diminué.
Après avoir servi de décat, au moins quatre ans, un moine devient généralement un novice, sāmanera en Pāli ou nen -เณร en thaï. Les novices vivent comme les moines selon les règles fixées dans le Patimokkha, qui fixe les règles bouddhistes de l'ordre. Une différence essentielle entre les novices et les moines est que les novices ont généralement des contacts plus intensifs avec leur famille que les moines. Les novices ne participent pas à la lecture de la règle de l'ordre qui a lieu les jours d'Uposatha, en thaï : วันพระ, a lieu. Ils ne participent pas non plus officiellement aux repas des moines dans le temple.
La durée d'un noviciat est généralement d'un à deux ans. À l'âge de 20 ans, les novices sont qualifiés pour le grand Upasampadā, ce qui en fait un bhikkhu à part entière. Un novice est officiellement promu par ses parents dans son ordination, mais dans le pays tout le village est impliqué en fournissant les robes, le bol de mendicité et les autres ustensiles nécessaires à la vie monastique bouddhiste .
L'ordination temporaire est la règle parmi les bouddhistes thaïlandais. La plupart des jeunes hommes sont traditionnellement moines durant une saison des pluies. Ceux qui restent moines après leur premier vassa le restent généralement pendant une période d'un à trois ans. Pendant ce temps, le moine prend part aux cérémonies religieuses dans les villages de la région et peut acquérir des compétences supplémentaires en lecture et en écriture, éventuellement aussi en écriture dans l'alphabet kham ou tham, la langue traditionnelle des textes religieux. Après cette période, la plupart des jeunes moines retournent à leur vie antérieure, se marient et élèvent une famille. Avoir vécu un temps la condition de moine est considéré comme une condition préalable à de nombreux postes de direction au sein de la hiérarchie villageoise.
Les moines qui ne retournent pas à la vie de tous les jours se spécialisent dans l'érudition ou la méditation. Ceux qui se spécialisent fréquentent généralement les centres de formation régionaux pour étudier la langue et les écritures pâli et peuvent ensuite continuer à étudier dans les collèges de Bangkok.
Les moines qui se spécialisent dans la méditation cherchent le contact avec un maître de la tradition de la méditation, avec qui ils étudient pendant quelques années. Les "moines de méditation" sont appréciés dans la société thaïlandaise comme possédant de hautes vertus et comme source de certains pouvoirs surnaturels. Paradoxalement, les moines de la forêt sont dérangés dans leur méditation par l'intrusion de dévots enthousiastes qui recherchent des bénédictions et miracles de leur part.

### Femmes dans le bouddhisme thaïlandais

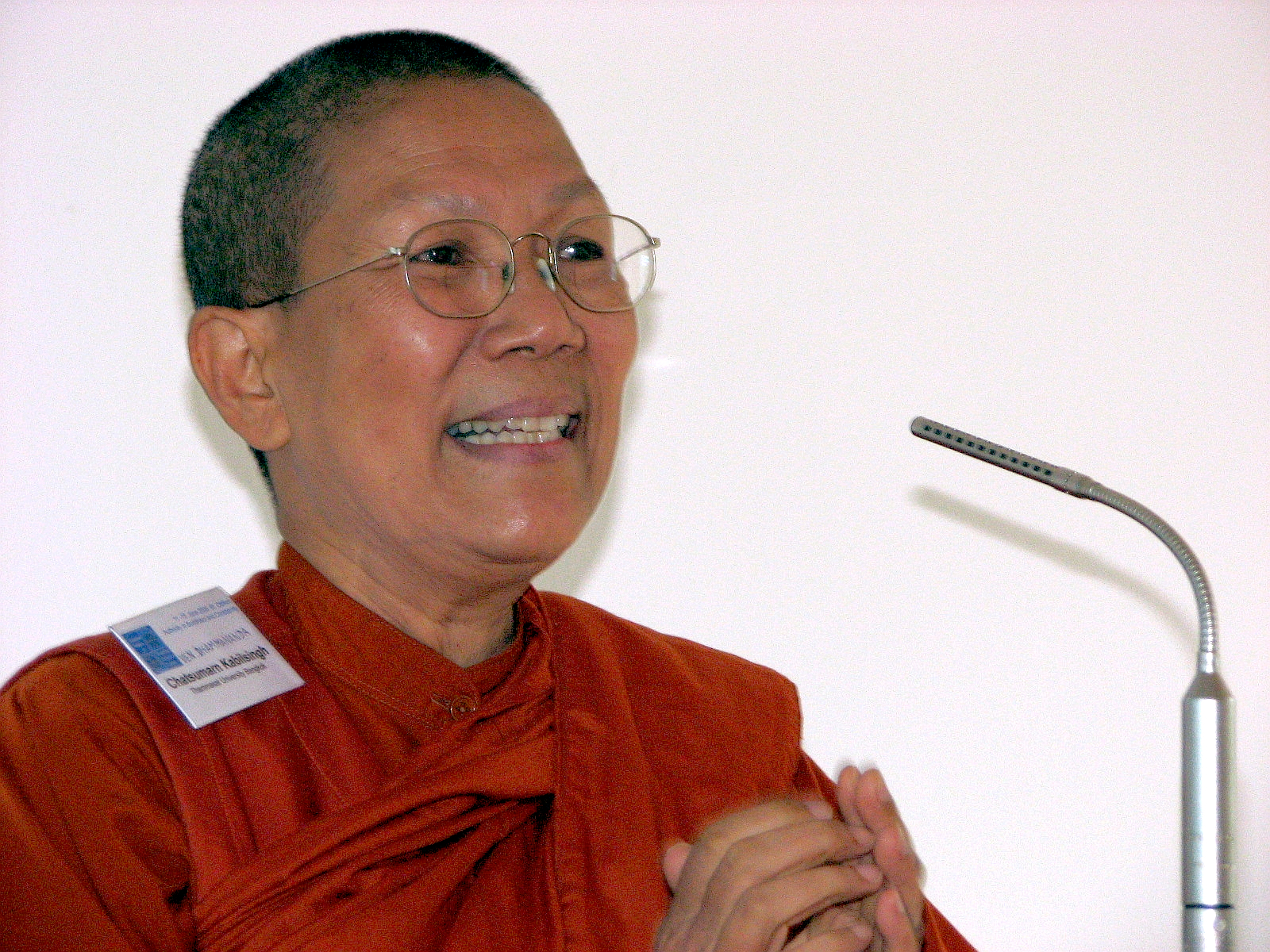
Bhikkhuni Dhammananda, bhikkhuni (nonne bouddhique) thaïlandaise

Contrairement à la Birmanie et au Sri Lanka, la tradition theravadienne du bhikkhuni n'a jamais été établie en Thaïlande. En conséquence, les Thaïlandais rejettent l'idée des ordres féminins. On attend d'elles qu'elles vivent et gagnent du mérite en tant que disciples laïcs dans l'espoir de se réincarner comme bouddhistes masculins dans une vie future. En conséquence, les femmes laïques se limitent à participer à la vie religieuse générale, soit à des rituels collectifs religieusement méritoires, soit à des tâches du temple. Un plus petit nombre de femmes choisissent une carrière comme Mae Chi, des spécialistes religieux non ordonnés qui observent strictement les huit ou dix commandements (Sila -ศีลแปด ). Leur position dans la société thaïlandaise est controversée.
Les récents efforts visant à améliorer la position des femmes ont vu s'opposer de violentes résistances. Les femmes demandant l'ordination ont été accusées d'avoir tenté d'imiter indûment la vie monastique (un crime en Thaïlande). Leur activité a été condamnée par de nombreux membres de la hiérarchie spirituelle. La principale objection à la réintroduction d'un ordre des femmes est que la règle monastique exige la présence de cinq moines et nonnes ordonnés pour chaque ordination bhikkhuni. Sans un tel quorum, il est impossible d'ordonner de nouveaux bhikkhuni.
Un groupe de femmes autour de la religieuse Dhammananda Bhikkhuni tente d'obtenir l'ordination en tant que Bhikkhuni au Sri Lanka, ce qui pourrait aboutir à la constitution du collège nécessaire de femmes thaïlandaises pour l'ordination en Thaïlande dans quelques années. L'interdiction de l'ordination bhikkhuni s'étend aux femmes des pays occidentaux. L'ordination de quatre femmes bhikkhunis à l'automne 2009 a conduit à l'exclusion de l'ordre thaïlandais du moine Ajahn Brahmavamso, originaire d'Angleterre, pour lui-même et son monastère australien.